# Chiến dịch Tĩnh Nan
Chiến dịch Tĩnh Nan (giản thể: 靖难之役; phồn thể: 靖難之役), hoặc Loạn Tĩnh Nan, là một cuộc nội chiến trong những năm đầu triều Minh của Trung Quốc giữa Chu Doãn Văn (Minh Huệ Đế), và chú của ông - Yên vương Chu Đệ. Cuộc chiến bắt đầu năm 1399 và kéo dài trong 3 năm. Chiến dịch kết thúc sau khi các lực lượng của Yên vương chiếm được kinh đô Nam Kinh. Sự sụp đổ của Nam Kinh kéo theo sự biến mất của Huệ Đế, và Chu Đệ giành được ngai vàng đăng quang thành Vĩnh Lạc Hoàng Đế.

## Bối cảnh
Sau khi thành lập triều Minh, Minh Thái Tổ bắt đầu củng cố quyền lực của hoàng gia. Ông giao nhiều vùng lãnh thổ cho các hoàng thân và cho họ nhận chức trên khắp đế chế. Các hoàng thân không có quyền lực hành chính trên lãnh thổ của họ, nhưng họ nắm giữ binh quyền một đạo quân riêng, số lượng khoảng từ 3.000 đến 19.000 người. Các phiên vương tại phía bắc còn có quân số lớn hơn rất nhiều. Ví dụ, Ninh Vương Chu Quyền được cho là nắm trong tay hơn 80.000 quân.
Thái tử Chu Tiêu chết trẻ, con trai ông là Chu Doãn Văn đã được chọn kế vị. Chu Doãn Văn là cháu trai của các phiên vương, và ông cảm thấy bị đe dọa bởi sức mạnh quân sự của họ. Tháng 5 năm 1398, Chu Doãn Văn lên ngai vàng, tức là Minh Huệ Đế sau khi Minh Thái Tổ băng hà. Các hoàng thân đã được lệnh ở lại trong vùng lãnh thổ của mình trong khi hoàng đế mới bắt đầu lập kế hoạch cho việc làm giảm quyền lực quân sự của họ, với sự cố vấn của Tề Thái và Hoàng Tử Trừng.

## Trước chiến dịch

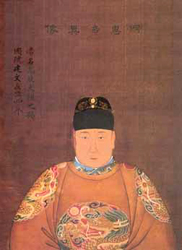
Minh Huệ Đế

Ngay sau khi lên ngai vàng, Chu Doãn Văn, bây giờ Minh Huệ Đế đã bắt đầu kế hoạch để giảm sức mạnh của mỗi phiên vương. Một đề nghị được đưa ra là sức mạnh của Yên vương Chu Đệ nên được giảm đầu tiên do ông có lãnh thổ lớn nhất, nhưng đề nghị này bị từ chối.
Vào tháng 7 năm 1398, Chu vương đã bị bắt ở Khai Phong vì tội mưu phản. Ông đã bị tước bỏ mọi quyền vị và bị đày đến Vân Nam. Vào tháng 4 năm 1399, các phiên vương của Tề, Hằng và Đại cũng bị tước bỏ quyền vị. Tề vương và Đại vương được giám sát ở Nam Kinh và Đại đồng trong khi Hằng vương bị buộc tự vẫn. Hai tháng sau, Mẫn vương cũng mất tước vị và bị đày đi Phúc Kiến. Trước sự rạn nứt giữa phiên vương và triều đình lớn dần, Yên vương, người chỉ huy lực lượng quân đội mạnh nhất, cho rằng mình mới là người xứng đáng thừa kế ngôi vị hoàng đế.

## Giai đoạn đầu, 1399

Vĩnh Lạc Hoàng Đế

Trong tháng 12 năm 1398, để ngăn chặn khả năng tấn công từ Yên vương Chu Đệ, Minh Huệ Đế bổ nhiệm một số quan lại tới Bắc Bình (ngày nay là Bắc Kinh) nơi Chu Đệ từng đóng quân. Đáp lại, Chu Đệ giả vờ bị bệnh trong khi ra sức chuẩn bị cho chiến tranh. Tuy nhiên, âm mưu đã được thông báo cho các quan lại của triều đình ở Bắc Bình bởi một trong những viên quan ở Yên. Ngay lập tức, triều đình ra lệnh bắt giữ Yên vương. Dương Tín, một trong những đại thần quyết định để rò rỉ lệnh bắt giữ cho Yên vương. Để chuẩn bị cho sự bắt giữ sắp xảy ra, Chu Đệ lệnh cho tướng Trương Ngọc tập trung 800 quân tuần tra các nơi ở Bắc Bình.
Vào tháng 7 năm 1399, quân đội triều đình bao vây Yên quốc, Chu Đệ trả lời bằng cách xử tử các quan lại của hoàng đế và tấn công cổng Bắc Bình. Khi đêm đến, Chu Đệ đã kiểm soát toàn thành và chính thức nổi dậy chống lại triều đình. Vài ngày sau đó, quân Yên lần lượt chiếm Thông Châu, Kế Châu, Đôn Hoá và Mật Vân. Vào cuối tháng, Cư Dung quan, Hoài Lai và Vĩnh Bình rơi vào tay quân Yên và toàn bộ khu vực Bắc Bình đã nằm dưới sự kiểm soát của quân Yên.
Khi quân Yên chiếm giữ Hoài Lai, Cửu vương chạy trốn tới Nam kinh từ lãnh địa của mình Trương Gia Khẩu, nơi nằm gần quân Yên. Trong tháng 8, hoàng đế lệnh các Vương của Liêu và Ninh trở về Nam Kinh. Liêu vương chấp nhận yêu cầu trong khi Ninh vương từ chối. Đại vương có ý định hỗ trợ quân Yên, nhưng đã bị bắt giữ và giám sát tại Đại Đồng.

## Phản ứng của triều đình 1399-1400

### Cuộc tấn công đầu tiên
Vào tháng 7 năm 1399, những tin tức của cuộc nổi dậy đã truyền đến Nam Kinh. Minh Huệ Đế đã ra lệnh tước quyền vị của Yên Vương và bắt đầu tập trung quân đội để tấn công. Một tổng hành dinh cho cuộc tấn công đã được thiết lập tại Chính Định, tỉnh Hà Bắc.
Đã có rất nhiều tướng lĩnh bị Minh Thái Tổ thanh trừng, việc thiếu các tướng có kinh nghiệm là một nỗi lo của triều đình. Không có chọn lựa khác, triều đình cử lão tướng Cảnh Bỉnh Văn lúc đó đã 65 tuổi làm chủ soái và dẫn theo 13 vạn đại quân lên phía bắc. Vào ngày 13 tháng 8, đại quân đến Chính Định. Để chuẩn bị cho cuộc tấn công, đại quân đã chia ra và đóng quân ở Hà Giản, Trịnh châu và Hùng (huyện) riêng rẽ. Vào ngày 15 tháng 8, Chu Đệ bất ngờ tập kích quân triều đình tại Hùng (huyện) và Trịnh châu và chiếm giữ cả hai của thành trong khi sáp nhập quân đội vào lực lượng của mình.
Một tướng dưới quyền Cảnh Bỉnh Văn đầu hàng Chu Đệ và thông báo cho Chu Đệ vị trí của quân Cảnh Tinh Văn. Chu Đệ cho viên tướng đó quay lại và nói cho Cảnh Tinh Văn biết rằng quân Yên đang đến và nên chuẩn bị giao tranh.
Vào ngày 24 tháng 8, quân Yên đến Vô Cực. Dựa trên các thông tin thu thập được từ các người dân địa phương và quân đầu hàng, họ đã bắt đầu chuẩn bị để tấn công quân đội triều đình.
Quân Yên bất ngờ đột kích quân đội của Cảnh Tinh Văn ngày hôm sau, và một cuộc chiến toàn diện xảy ra sau đó. Bản thân Chu Đệ đích thân chỉ huy tấn công vào bên cánh của quân Minh và đánh bại Cảnh Tinh Văn. Hơn 3.000 người đầu hàng Chu Đệ, số còn lại bỏ chạy về Chân Định. Tướng Cố Thành đầu hàng Chu Đệ. Vài ngày sau đó,Chu Đệ dẫn quân đánh Chân Định nhưng không hạ được. Ngày 29 tháng 8, quân Yên rút về Bắc Bình. Cố Thành đã được gửi trở lại với Bắc Bình để hỗ trợ Chu Cao Sí phòng thủ thành này.

### Chiến dịch thứ hai
Khi biết tin thua trận, Minh Huệ Đế rất lo lắng. Hoàng Tử Trừng tiến cử Tào quốc công Lý Cảnh Long, vốn là cháu họ Thái Tổ, làm chủ tướng và được chấp nhận bất chấp sự phản đối của Tề Thái. Vào ngày 30 tháng 8, Lý Cảnh Long dẫn theo 50 vạn quân tiến đến Hà Giản. Tin tức đến trại quân Yên, Chu Đệ đã chắc chắn quân Yên sẽ chiến thắng bằng cách chỉ ra những điểm yếu của quân Lý Cảnh Long.

#### Phòng thủ của Bắc Bình
Ngày 1 tháng 9, quân triều đình từ Liêu Đông bắt đầu bao vây thành Hoàng Đảo. Chu Đệ lập tức đem quân đi cứu viện ngày 19 và đánh bại quân triều đình tại Liêu Đông ngày 25. Nhân đà thắng lợi, Chu Đệ tấn công Đại Ninh, nhằm sáp nhập quân đội của Ninh vương. Quân Yên chiếm được Đại Ninh vào ngày 6 tháng 10. Ông đã ép Ninh vương và các quân đội ở Đại Ninh phải quy phục mình, giúp sức mạnh của quân Yên tăng lên đáng kể.
Sau khi biết rằng Chu Đệ đã ở xa tại Đại Ninh, quân triều đình được lệnh Lý Cảnh Long vượt qua Cầu Lư Câu và bắt đầu tấn công Bắc Bình. Tuy nhiên, Chu Cao Sí đã có thể ngăn hết các cuộc tấn công. Có lần quân triều đình đã suýt phá được thành nhưng Lý Cảnh Long vì nghi ngờ nên đã hạ lệnh lui quân.. Thời tiết tháng 10 ở Bắc Bình rất lạnh, Chu Cao Sí buổi tối sai người đổ nước lên tường thành, ngày hôm sau đã đóng băng làm quân triều đình không tấn công được Quân triều đình được điều động là người phía nam nên không chịu được cái lạnh phía bắc.

#### Trận chiến Trịnh trấn
Vào ngày 19 tháng 10, quân Yên tập trung tại Huệ Châu và bắt đầu trở lại Bắc Bình. Ngày 5 tháng 11, đại quân Yên đã ở vùng ngoại ô của Bắc Bình và đánh bại các lực lượng trinh sát của Lý Cảnh Long. Quân đội hai bên đã tập trung tại Trịnh trấn cho một trận đánh lớn diễn ra trong cùng ngày, và quân đội của Lý Cảnh Long bị nghiền nát. Khi đêm xuống, Lý Cảnh Long rút lui vội vã khỏi Trịnh trấn, lực lượng triều đình còn lại ở Bắc Bình sau đó đã bị quân Yên bao vây và bị đánh bại.
Trận chiến Trịnh trấn đã kết thúc bằng sự rút lui của Lý Cảnh Long trở lại với Đức Châu. Quân triều đình mất hơn 10 vạn người trong cuộc chiến này. Vào ngày 9 tháng 11, Chu Đệ trở về Bắc Bình và dâng tấu cho triều đình về ý định của mình để loại bỏ gian thần Tề Thái và Hoàng Tử Trừng, tuy nhiên Hoàng Đế từ chối trả lời. Trong tháng 12,Vũ Cao bị bãi chức tại Liêu Đông, và Chu Đệ quyết định tấn công Đại Đồng. Quân Yên chiếm được Lai Nguyên vào ngày 24 tháng 12, và các đơn vị đồn trú đầu hàng. Ngày mùng 1 tháng 1 năm 1400, quân Yên chiếm được Ngụy châu mà không gặp bất cứ sự phản kháng nào. Vào ngày 2 tháng 2, quân Yên đến Đại Đồng và bắt đầu bao vây thành phố. Do ý nghĩa quan trọng của Đại Đồng, triều đình đã buộc Lý Cảnh Long phải tăng cường bảo vệ thành một cách vội vã. Tuy nhiên, Chu Đệ đã trở về Bắc Bình trước khi quân triều đình kịp đến, và quân triều đình phải chịu những tổn thất đáng kể dù không chiến đấu.
Với quân đội kiệt sức, Cảnh Long đã viết thư cho Chu Đệ và yêu cầu cho một hiệp ước đình chiến. Trong cuộc tấn công vào Đại Đồng, một số lực lượng từ Mông Cổ đầu hàng quân Yên. Trong tháng 2, các đồn binh ở Bảo Định cũng đã đầu hàng.

#### Trận chiến Sông Bạch Câu
Vào tháng tư 1400, Lý Cảnh Long huy động 60 vạn quân và bắt đầu tiến về phía bắc hướng tới phía sông Bạch Câu. Vào ngày 24 tháng tư, quân Yên và quân triều đình chạm trán nhau. Quân triều đình đã phục kích Chu Đệ và quân Yên đã phải chịu tổn thất lớn ban đầu. Quân triều đình đặt địa lôi trên đường rút lui khiến quân Yên tổn thất nặng trên đường trở về trại. Ngày hôm sau, quân triều đình đã tấn công thành công hậu quân của quân Yên Chu Đệ tự thân chống trả bằng cách tấn công vào trung quân của Lý Cảnh Long. Trận chiến trở nên bất phân thắng bại khi Chu Cao Sí đem quân tiếp viện đến. Lúc này một cơn gió to làm gãy cờ chủ soái của Lý Cảnh Long làm cho quân triều đình hoang mang gây ra hỗn loạn. Chu Đệ nhân cơ hội toàn lực phản kích, đánh bại quân triều đình. Hơn 10 vạn người theo hàng Chu Đệ. Lý Cảnh Long lại rút chạy về Đức Châu một lần nữa.
Vào ngày 27 tháng 4, quân Yên bắt đầu tiến về Đức châu để bao vây thành này. Quân Yên chiếm được Đức châu vào ngày 9 Tháng 5, và Lý Cảnh Long đã buộc phải chạy trốn đến Tế Nam. Quân Yên đuổi theo ngay lập tức và bao vây Tế Nam vào ngày 15 Tháng 5, Lý Cảnh Long lại chạy trốn đến Nam Kinh. Mặc dù thua trận để mất toàn bộ quân đội và bị triều thần đàn hặc, Lý Cảnh Long vẫn được tha chết.
Một quan viên của Minh Huệ Đế đã hiến kế ly gián, Huệ Đế nghe theo, sai sứ giả mang tiền tài đến Bắc Bình, vốn đang được trấn thủ bởi con trưởng của Chu Đệ là Chu Cao Sí (Minh Nhân Tông sau này), cùng với lời hứa nếu giao nộp Bắc Bình sẽ được giữ lại tước vị Yên Vương và được thế tập về sau. Biết tính cha đa nghi, Chu Cao Sí bắt ngay sứ giả và đem cả người lẫn vật đến giao cho Chu Đệ ngoài tiền tuyến. Chu Đệ cho chém sứ giả, lại đem tiền đó thưởng cho Chu Cao Sí để khen thưởng vỗ về, bảo đảm cho hậu phương vững chắc. Chu Đệ còn cho người tung tin rằng mình là con đẻ của Mã Hoàng hậu để hợp pháp việc thừa kế ngai vàng. Ông còn phao tin rằng chính mình mới là người được Thái Tổ chọn để truyền ngôi nhưng đã bị Chu Tiêu và những kẻ ủng hộ cản trở.

## Bế tắc, 1400-1401

### Trận chiến Tế Nam

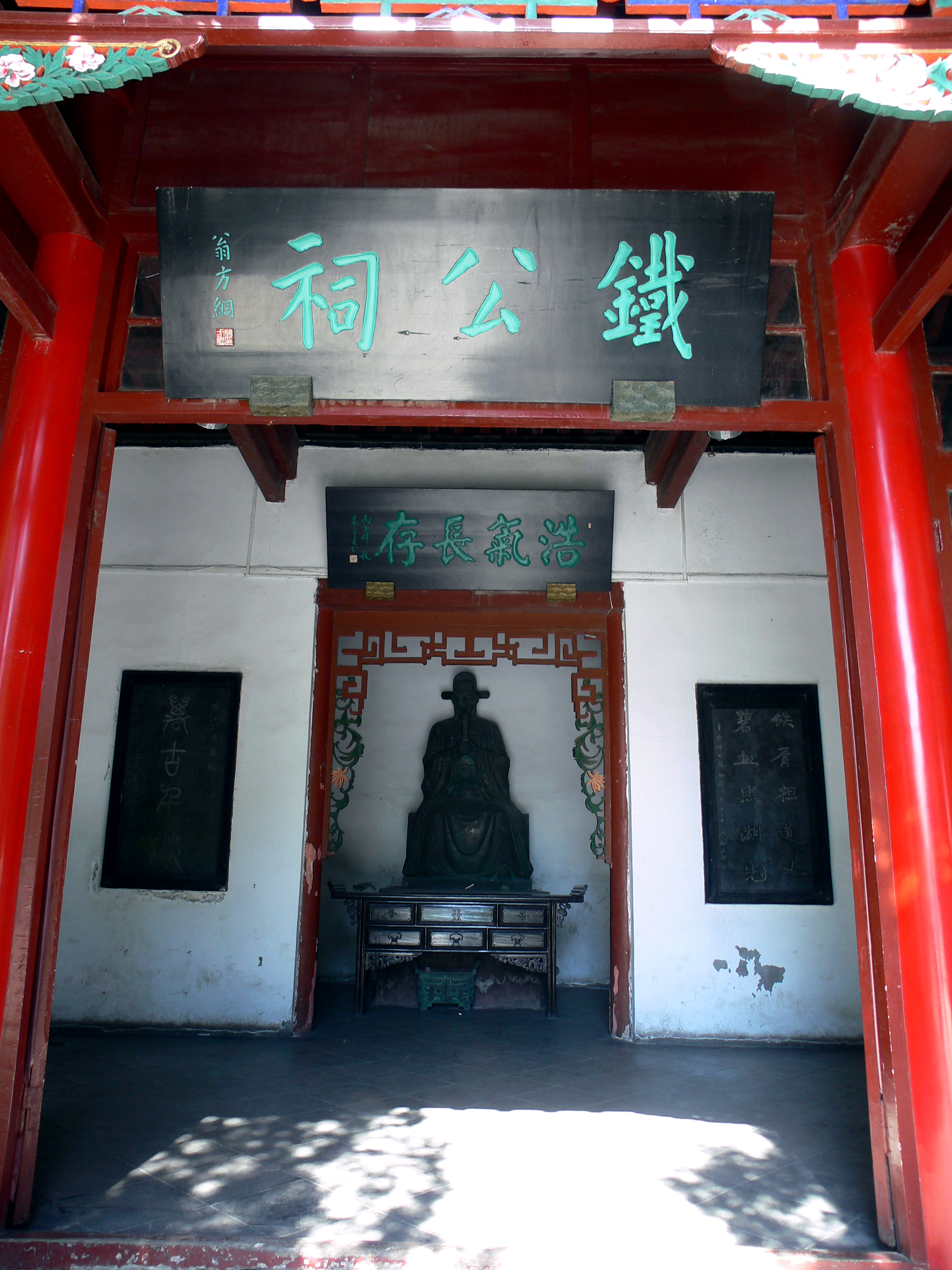
Đền thờ Thiết Huyễn ở Hồ đại minh, Tế Nam

Thành Tế Nam bị quân Yên bao vây, lực lượng phòng thủ do Thiết Huyễn và Thịnh Dung chỉ huy đã từ chối đầu hàng. Ngày 17 tháng 5, quân Yên chuyển hướng sông để nước ngập vào thành. Thiết Huyễn đã giả vờ đầu hàng và dụ Chu Đệ đến gần cổng thành Khi Chu Đệ tới gần cổng thành, ông đã bị quân triều đình phục kích và phải chạy trốn trở lại trại. Cuộc bao vây tiếp tục trong ba tháng tiếp theo. Vị trí của Tế Nam là cực kì quan trọng nên Chu Đệ đã quyết định phải chiếm được thành phố. Sau khi gặp nhiều trở ngại trong cuộc bao vây, Chu Đệ chuyển sang việc sử dụng các khẩu pháo. Đáp lại, quân phòng thủ dùng kế đặt các tấm bảng viết tên của Chu Nguyên Chương, cha của Chu Đệ, trên đỉnh của các bức tường thành. Chu Đệ đã buộc phải ngừng bắn phá.
Trong tháng 6, Minh Huệ Đế cử một sứ giả đến để thương lượng hòa bình, nhưng bị Chu Đệ từ chối Quân tiếp viện của triều đình đến Hà Giản vào khoảng tháng 7, và làm gián đoạn đường tiếp tế của quân Yên. Với việc đường tiếp tế bị đe dọa, Chu Đệ đã buộc phải rút trở lại với Bắc Bình ngày 16 tháng tám. Quân Tế Nam đã đuổi theo và chiếm lại thành Đức Châu. Cả Thiết Huyễn và Thịnh Dung được thăng chức để chỉ huy thay Lý Cảnh Long. Quân triều đình quay trở lại phương bắc và đóng quân tại  Định Châu  và Thương Châu, Hà Bắc.

### Trận chiến Đông Xương
Vào tháng 10 năm 1400, Chu Đệ được thông báo rằng quân triều đình đang tiến về phương bắc và ông đã quyết định đánh phủ đầu Thương Châu. Rời khỏi Thông Châu ngày 25 tháng 10, quân Yên đến Thương Châu ngày 27 và chiếm được thành sau hai ngày. Quân Yên vượt sông và đến Đức Châu ngày 4 tháng 11. Chu Đệ cố gắng kêu gọi Thịnh Dung đầu hàng nhưng đã thất bại. Thịnh Dung cũng thất bại trong việc tấn công hậu quân của quân Yên. Trong tháng 11, quân Yên đã đến Lâm Thanh và Chu Đệ quyết định phá vỡ tuyến cung ứng của triều đình để ép Thịnh Dung từ bỏ Tế Nam. Để chống lại, Thịnh Dung lên kế hoạch cho trận chiến tại Đông Xương với quân đội được trang bị hỏa khí và tên độc.
Ngày 25 tháng 12, quân Yên đến Đông Xương. Thịnh Dung thành công trong việc dụ Chu Đệ vào vòng vây của mình, tướng Yên Trương Ngọc đã bị giết trong khi cố gắng phá vỡ vòng vây để giúp Chu Đệ thoát ra. Trong khi Chu Đệ trốn chạy từ chiến trường, các nhánh quân Yên khác đã bị đánh bại vào ngày hôm sau, và buộc phải rút lui. Vào ngày 16 tháng 1 năm 1401, quân Yên quay trở lại với Bắc Bình. Trận Đông Xương là thất bại lớn nhất của Chu Đệ kể từ khởi đầu chiến dịch, ông đặc biệt buồn vì cái chết của Trương Ngọc. Trong trận chiến, Chu Đệ đã suýt chết nhiều lần. Tuy nhiên, quân triều đình được lệnh của Minh Huệ Đế tránh giết Chu Đệ, Yên vương đã được lợi từ điều nay.
Tin chiến thắng sau trận chiến Đông Xương đã được đưa ngay về Nam Kinh cho Hoàng đế. Trong tháng 1 năm 1401, Tề Thái và Hoàng Tử Trừng đã được phục hồi chức vụ, và Hoàng đế đã đi tạ ơn tổ tiên tại Thái Miếu. Tinh thần quân đội triều đình đã tăng lên đáng kể, và quân Yên đã buộc phải ở lại Sơn Đông

### Trận chiến Cảo Thành
Trận chiến tại Đông Xương là một thất bại nhục nhã dành cho Chu Đệ, nhưng quân sư thân tín của ông là Diêu Quảng Hiếu vẫn khuyên ông nên tiếp tục chiến tranh. Quân Yên được điều động trở lại chiến trường ngày 16 tháng 2 năm 1401 và bắt đầu nam tiến.
Trước những dự báo về cuộc tấn công của quân Yên, Thịnh Dung đã đóng quân tại Đức Châu với 20 vạn quân trong khi số còn lại ở Chính Định. Chu Đệ quyết định tấn công Thịnh Dung trước. Ngày 20 tháng 3, quân Yên chạm trán quân của Dung tại bờ sông gần Vũ Di sơn. Ngày 22, quân Yên vượt sông. Nhận thấy doanh trại quân triều đình được canh gác cẩn thận, Chu Đệ tự mình đi tìm kiếm điểm yếu trong trại đối phương. Do có lệnh của hoàng đế ngăn không được giết Chu Đệ nên quân đội triều đình phải để Chu Đệ do thám xung quanh trong khi cố kiềm chế không tấn công.
Sau khi trinh sát về, Chu Đệ dẫn quân tấn công cánh trái quân triều đình. Trận chiến sau đó đã kéo dài đến đêm, cả hai bên đều chịu tổn thất tương đương nhau. Hai bên tiếp tục giao tranh vào ngày hôm sau. Sau một vài giờ chiến đấu dữ dội, một trận gió mạnh bất ngờ thổi từ hướng đông bắc sang tây bắc về phía quân triều đình. Quân Yên đã tràn qua nhờ vào trận gió, Thịnh Dung  buộc phải rút lui về Đức Châu. Quân tiếp viện từ Chính Định cũng đã rút lui sau khi nghe tin về trận chiến.
Trận chiến đã tái lập lại vị thế cho Chu Đệ. Vào ngày 4 tháng 3, Tề Thái và Hoàng Tử Trừng bị quy trách nhiệm cho việc thua trận và đã bị cách chức, Hoàng đế bắt họ đi tuyển quân ở các vùng khác.
Sau trận Vũ Di sơn, quân Yên tiếp tục tiến về Chính Định. Chu Đệ đã dùng kế dụ quân triều đình ra khỏi thành và chạm trán họ tại Cảo thành vào ngày 9 tháng 3. Đối mặt với hỏa khí và nỏ của quân triều đình, quân Yên đã chịu tổn thất nặng nề. Trận chiến tiếp tục ngày hôm sau và một trận gió dữ dội bắt đầu thổi. Quân triều đình thất bại trọng việc giữ vững đội hình và bị quân Yên nghiền nát.
Trong tất cả các trận đánh quân Yên đều được sự trợ giúp của những cơn gió. Điều này khiến Chu Đệ tin rằng mình đang nắm giữ thiên mệnh.

### Các trận đánh sau đó
Ngay lập tức sau trận Cảo thành, quân Yên đã nhân đà chiến thắng để hành quân về phía nam mà không gặp sự kháng cự nào. Chu Đệ yêu cầu một cuộc thương thảo hòa bình và Minh Huệ Đế đã tham khảo ý kiến các đại thần. Phương Hiếu Nhụ khuyên ông giả vờ đàm phán trong khi ra lệnh cho quân đội ở Liêu Đông quay lại tấn công Bắc Bình. Kế hoạch đã không diễn ra như đã định, vào tháng 5 Thịnh Dung đã đem quân tấn công đường vận lương của quân Yên. Chu Đệ tuyên bố rằng Thịnh Dung đã không dừng các hoạt động quân sự vì có mưu đồ xấu xa và cố thuyết phục Minh Huệ Đế bỏ tù Thịnh Dung.
Do cả hai bên ngừng đàm phán, Chu Đệ quyết định cắt đứt đường vận lương tới Đức Châu. Ngày 15 tháng 6, quân Yên đã thành công trong việc thiêu hủy kho lương tại đất Bái. Quân phòng thủ Đức Châu trên bờ vực sụp đổ. Ngày 10 tháng 7 quân triều đình tại Chính Định bất ngờ đột kích Bắc Bình. Chu Đệ chia quân phòng thủ Bắc Bình và đến ngày 18 tháng 9 đã tiêu diệt hết các cánh quân triều đình. Trong một hi vọng giữ lại chiều hướng trận chiến, các đại thần triều đình đã cố gắng chia rẽ hai con trai của Chu Đệ nhưng kế hoạch không thành.
Ngày 15 tháng 7, quân triều đình từ Đại Tông tiến đến gần Bảo Định, đe dọa đến Bắc Bình và Chu Đệ buộc phải rút lui. Quân Yên đã có được một chiến thắng quyết định vào ngày 2 tháng 10, buộc quân triều đình phải lui về Đại Tông. Ngày 24 tháng 10, quân Yên về đến Bắc Bình. Quân triều đình từ Liêu Đông cố gắng đột kích thành một lần nữa nhưng cuộc tấn công đã bị đẩy lui.
Cuộc nội chiến Tĩnh Nan đã kéo dài được hai năm cho đến thời điểm này. Dù cho chiến thắng nhiều lần nhưng quân Yên không có khả năng giữ được lãnh thổ đã chiếm được do thiếu nguồn nhân lực và tài chính. Quân triều đình vốn đông đảo hơn rất nhiều và nguồn tài chính cũng dồi dào hơn, dễ dàng đưa quân chiếm lại các thành trì đã mất sau khi quân Yên rút về phía bắc.

## Quân Yên tấn công, 1401-1402

### Nam tiến
Vào mùa đông năm 1401, nhận thấy quân Yên không thể duy trì các thành trì đã chiếm được sau các chiến thắng, Chu Đệ quyết định thay đổi phương thức tấn công tổng thể. Quân Yên sẽ bỏ qua các thành trì mà quân triều đình phòng thủ vững chắc và nam tiến thẳng xuống sông Trường Giang.
Ngày 2 tháng 12, quân Yên tập trung binh mã và bắt đầu nam tiến. Trong tháng 1 năm 1402, quân Yên tấn công ồ ạt qua Sơn Đông và chiếm giữ Đông A, Đông Bình, Vấn Thượng và đất Bái. Ngày 30 tháng 1 năm 1402 quân Yên tiến đến Từ châu, một trung tâm vận lương quan trọng.
Đáp lại việc huy động quân đội của Yên quốc, Minh Huệ Đế đã ra lệnh cho quân đội bảo vệ Hoài An và tăng cường quân cho Sơn Đông. Ngày 21 tháng 2, quân triều đình tại Từ Châu đã từ chối tham chiến với quân Yên để tập trung phòng thủ Từ Châu sau khi hứng chịu một trận thua.

### Trận chiến Linh Bích
Chu Đệ quyết định bỏ qua Từ Châu và tiếp tục nam tiến. Quân Yên đã vượt qua Tô Châu và tiến đến Bạng Phụ ngày 9 tháng 3. Quân tại Tô Châu đã đuổi theo nhưng bị Chu Đệ phục kích ngày 14 tháng 3, quân triều đình lại rút về Tô Châu.
Ngày 23 tháng 3, Chu Đệ điều động quân đi phá đường cung ứng cho Từ Châu. Đến ngày 14 tháng 4, quân Yên bắt đầu vượt sông và đối mặt với doanh trại quân triều đình ở bờ nam. Một trận chiến nổ ra ngày 22 tháng 4 và quân triều đình đã giành được chiến thắng, giữ vững tuyến phòng thủ. Quân triều đình liên tiếp thắng trận khiến cho tinh thần quân Yên bắt đầu tụt xuống. Lính của quân Yên đa phần là người phương Bắc và họ không quen với cái nóng mùa hè đang đến gần. Các tướng đã đề xuất rút lui để củng cố lực lượng nhưng Chu Đệ không chấp thuận.
Trong suốt thời gian này, triều đình nhận được tin đồn rằng các cánh quân Yên đang rút lui về Bắc Bình. Minh Huệ Đế đã cho gọi quân đội trở về Nam Kinh làm giảm bớt quân đội đóng tại phía bắc sông Trường Giang. Ngày 25 tháng 4, quân triều đình di chuyển các trại về Linh Bích và bắt đầu dựng trại tại đây. Một loạt các trận chiến đã nổ ra sau đó, và quân triều đình dần dần cạn kiệt lương thực do quân Yên cắt đường vận lương thành công. Với số lương cung ứng ít ỏi và quân số đông, quân triều đình buộc phải phá vây và tập lại bên bờ sông Hoài. Hiệu lệnh phá vây được quyết định là ba tiếng pháo nổ. Ngày hôm sau quân Yên tấn công các công sự của quân triều đình tại Linh Bích với hiệu lệnh tương tự. Điều này làm cho các đạo quân phá vây bị lộ vị trí và bị quân Yên tấn công. Quân triều đình bị sụp đổ hoàn toàn trong tình trạng hỗn loạn trong khi quân Yên tấn công như vũ bão, giành quyền kiểm soát và kết thúc trận chiến.
Quân đội chủ lực của triều đình đã bị nghiền nát trong trận chiến quyết định tại Linh Bích. Quân Yên bây giờ không còn gì cản được họ tiến về phía nam sông Trường Giang.

### Nam Kinh thất thủ
Sau trận chiến Linh Bích, quân Yên tiến thẳng về phía đông nam và chiếm đất Tứ ngày 7 tháng 5. Thịnh Dung cố gắng xây dựng phòng tuyến tại sông Hoài Hà nhằm ngăn quân Yên vượt sông. Vì cuộc tấn công bị chặn đứng ở Hoài An, Chu Đệ chia quân ra và tấn công đồng loạt vào các cánh quân của Thịnh Dung. Quân của Thịnh Dung thất trận và quân Yên chiếm được Hồ Di.
Ngày 11 tháng 5, quân Yên hành quân về Dương Châu và Dương Châu đã đầu hàng một tuần sau đó. Cao Bưu, một tòa thành gần đó cũng đã đầu hàng sau đó.
Dương Châu thất thủ là một tai họa khủng khiếp cho quân triều đình vì kinh đô Nam Kinh nay đã bị đặt vào tình thế dễ bị tấn công trực tiếp. Sau khi nhận được sự cố vấn của Phương Hiếu Nhu, Minh Huệ Đế tiếp tục hòa đàm với Chu Đệ để kéo dài thời gian trong khi kêu gọi trợ giúp từ các đội quân cần vương của các nơi. Các tỉnh gần nhất là Tô Châu, Ninh Ba và Huệ Châu đều đã phái quân đi tham gia bảo vệ kinh đô.
Ngày 22 tháng 5, Chu Đệ từ chối việc thương lượng nhằm đình chiến. Đến ngày 1 tháng 6, quân Yên vượt sông Trường Giang nhưng gặp phải sự kháng cự cứng rắn của Thịnh Dung. Sau một vài bước lùi, Chu Đệ đã cân nhắc việc đồng ý hòa bình và rút về phương bắc. Chu Cao Sí mang quân tiếp viện đến vào thời điểm quyết định và đè bẹp quân của Thịnh Dung. Trong quá trình chuẩn bị vượt sông, quân Yên thu được một số tàu chiến từ hải quân triều đình. Ngày 3 tháng 6, quân Yên vượt sông Trường Giang tại Qua Châu. Quân của Thịnh Dung bị đánh bại một lần nữa. Ngày 6 tháng 6, Trấn Giang rơi vào tay quân Yên.
Đến ngày 8 tháng 6, quân Yên tiến vào 30 km về phía đông Nam Kinh. Quân triều đình đang trong tình trạng hoảng sợ tột độ, Minh Huệ Đế điên cuồng gửi nhiều sứ giả đi nhằm thương lượng một cuộc đình chiến, nhưng Chu Đệ từ chối ý định này và quân Yên tiến thẳng về phía kinh thành.
Đến ngày 12 tháng 6, Nam Kinh hoàn toàn bị cô lập. Mọi tin tức gửi đi các tỉnh đều bị quân Yên chặn lại. Không có dấu hiệu nào của quân tiếp viện cho kinh thành. Ngày 13 tháng 7 năm 1402, quân Yên tiến đến Nam Kinh. Quân thủ thành dưới sự chỉ huy của Lý Cảnh Long và Cốc vương Chu Huệ quyết định mở cổng thành đầu hàng mà không chiến đấu. Với việc chiếm được Nam Kinh của Yên vương, chiến dịch Tĩnh Nan đã kết thúc.

## Kết quả
Khi quân Yên tiến vào Nam Kinh, Minh Huệ Đế đã đốt cháy cung điện trong nỗi tuyệt vọng. Trong khi thi thể của Mã hoàng hậu đã được tìm thấy thì thi thể Minh Huệ đế đã biến mất và không bao giờ được tìm thấy. Hoàng đế được cho rằng đã trốn thoát qua đường hầm và đi mai danh ẩn tích.
Chu Đệ quyết định cho qua chuyện và tổ chức lễ tang hoàng gia cho Minh Huệ Đế, nhằm cho dân chúng nghĩ là Minh Huệ Đế đã chết. Ngày 17 tháng 7, Chu Đệ lên ngôi hoàng đế và trở thành Minh Thành Tổ. Tất cả các chính sách thời Huệ Đế đã bị đảo ngược lại trở về các chính sách ban đầu thời Hồng Vũ.
Ngày 25 tháng 6, Phương Hiếu Nhu, Tề Thái và Hoàng Tử Trừng đều bị xử tử và gia đình họ bị tru di. Rất nhiều các quan lại khác của Minh Huệ Đế bị xử tử hoặc tự sát và gia đình họ bị đi đày. Phần lớn các gia đình này được tha tội và cho phép trở về quê nhà vào thời Minh Nhân Tông.